# Bas Jan Ader
Bas Jan Ader, nome d'arte di Bastiaan Johan Christiaan Ader (Winschoten, 19 aprile 1942 – Oceano Atlantico, 1975), è stato un artista concettuale, regista e fotografo olandese.
Il suo lavoro è stato spesso esposto sotto forma di video delle sue performance. Ha anche realizzato delle installazioni, fra le quali Please Don't Leave Me (1969). Il suo lavoro ha cominciato ad essere apprezzato a partire dagli anni '90.

## Biografia
Figlio di ministri calvinisti, suo padre fu ucciso dai nazisti nel 1944 per aver aiutato degli ebrei.
Studente ribelle, frequenta la Rietveld Academy ad Amsterdam seguendo corsi di arte. L'amico Ger van Elk racconta che Ader usava un solo foglio per l'intero semestre, cancellando ogni volta i disegni appena dopo averli eseguiti.
All'età di 19 anni parte in autostop verso il Marocco, dove si imbarca come marinaio su una nave diretta in America. La nave naufragò in California, dove Ader si stabilì.
Iscrittosi all'Otis College of Art and Design vi si laureò nel 1965.
Dopo la laurea insegna arte e filosofia in diverse istituzioni, fra le quali il Mount San Antonio College e la University of California, Irvine.
A Los Angeles conosce Mary Sue Andersen, figlia del direttore dell'Otis College. La coppia si sposerà poi a Las Vegas; durante la cerimonia Ader porta un paio di stampelle.

## Opere
Ader ha creato una manciata di fotografie e diversi cortometraggi in bianco e nero in cui è l'unico interprete. 
La più celebre opera di Ader, I'm too sad to tell you, consiste in un breve filmato muto in bianco e nero di 3 minuti in cui piange davanti alla macchina da presa.
Famosi anche i filmati dell sue cadute: dal tetto della sua casa a Los Angeles (intitolata Fall I), in bicicletta in un canale ad Amsterdam (Fall II), una da un ramo di un albero (Broken fall (organic)) e spinto dal vento (Broken fall (geometric))
Nel 1973 ha realizzato l'opera "In search of the miraculous (One night in Los Angeles)", una serie di fotografie che mostrano una figura solitaria che vaga per la notte a Los Angeles, cercando ovunque con una torcia elettrica. Era la prima parte di un trittico. La seconda parte sarebbe la registrazione della sua traversata atlantica e la terza parte una ricerca notturna simile da qualche parte nei Paesi Bassi, ancora una volta registrata in una serie di fotografie. Opera che è rimasta incompleta a causa della sua morte.
La sua opera nel complesso è vicina a quella di altri artisti concettuali degli anni 70, come Chris Burden e Bruce Nauman.

## Morte
Ader fu dato per disperso in mare nel 1975, mentre eseguiva una traversata in solitario dell'Atlantico su di una piccola barca a vela. Il coraggioso viaggio era parte di una performance artistica intitolata In Search of the Miraculous. La barca fu ritrovata al largo delle coste irlandesi; il corpo non fu mai ritrovato.

## Riscoperta
Visto la modesta quantità di opere che ha lasciato, per lo più filmati e fotografie, l'organizzazione di mostre e retrospettive risulta difficoltosa. Tuttavia ne sono state realizzate alcune: una alla Sweeney Art Gallery a Riverside nel 1999, curata da Brad Spence con contributi al catalogo da Thomas Crow, Jan Tumlir, e Brad Spence; un'altra dal Camden Arts Centre di Londra e dal Museum Boijmans van Beuningen di Rotterdam, il catalogo pubblicato dal Museum Boijmans van Beuningen, edito da Rein Wolfs, con testi di Erik Beenker e Jörg Heiser, fra gli altri. In Italia il MAMbo - Museo d'Arte Moderna di Bologna ne ha realizzata una dal titolo Bas Jan Ader. Tra due mondi, nella sede di Villa delle Rose, nel 2013.
Alcune delle sue opere (cinque cortometraggi) sono stati esposti al Musée des Beaux-Arts di Losanna.
Il film documentario Here is Always Somewhere Else del 2006 arriva a valle del riconoscimento del lavoro artistico di Ader. Il DVD dell'opera è disponibile dal 2008.